# Liste der Kulturdenkmäler in Hauptschwenda
Die folgende Liste enthält die in der Denkmaltopographie ausgewiesenen Kulturdenkmäler auf dem Gebiet des Ortsteils Hauptschwenda der  Stadt Neukirchen, Schwalm-Eder-Kreis, Hessen.
Hinweis: Die Reihenfolge der Denkmäler in dieser Liste orientiert sich an der Anschrift, alternativ ist sie auch nach der Bezeichnung oder der Bauzeit sortierbar.
Kulturdenkmäler werden fortlaufend im Denkmalverzeichnis des Landes Hessen durch das Landesamt für Denkmalpflege Hessen auf Basis des Hessischen Denkmalschutzgesetzes (HDSchG) geführt. Die Schutzwürdigkeit eines Kulturdenkmals hängt nicht von der Eintragung in das Denkmalverzeichnis des Landes Hessen oder der Veröffentlichung in der Denkmaltopographie ab.

| Bild            | Bezeichnung                 | Lage                                           | Beschreibung | Bauzeit                | Daten |
| --------------- | --------------------------- | ---------------------------------------------- | --- | ---------------------- | ----- |
| Bild gesucht BW | Evangelische Filialkirche   | Müllersgrund 1 LageFlur: 3, Flurstück: 57 + 59 | Kleiner charakteristischer Rechteckbau für die Landschaft am Knüll, mit Krüppelwalmdach und sechseckigem Haubendachreiter. Silberkelch aus dem 17. Jahrhundert. | Um 1500                |       |
| Bild gesucht BW | Erntennenhaus Knüllstraße 4 | Knüllstraße 4 LageFlur: 3, Flurstück: 63/1     | | Frühes 19. Jahrhundert |       |
| Bild gesucht BW | Wohnhaus Knüllstraße 14     | Knüllstraße 14 LageFlur: 3, Flurstück: 51/1    | | Frühes 20. Jahrhundert |       |
| Bild gesucht BW | Ehemalige Schule            | Knüllstraße 18 LageFlur: 3, Flurstück: 41/2    | | um 1900                |       |